# Ø
Ø, øは、Oにストロークが付いた文字。デンマーク語、ノルウェー語、フェロー語で使用されるラテン文字である。
文字名称は、「slashed o」（スラッシュ付きO）や「o with stroke」（ストローク付きO）。

## 概要
元々はoとeとを重ねて書いた合字であり、eの横棒がøの斜線に相当する。øは一つの独立した文字であるが、正式に表記できない環境では、一般に “oe” で代用される。
使用する諸言語では、ドイツ語などにおけるöと等価である（öも、元来はoとeの合字である）。フェロー語の手書きでは今もöがときどき使用される（元来、両方が使われ、別の役割があった）。発音は主に[ø] か [œ]。ただし、サーミ語南方言では、[oe] と二重母音で発音される。
デンマーク語ではこの文字が「島」を意味するため、地名の接尾辞として頻繁に登場する。

## 記号としてのØ
国際音声記号では、円唇前舌半狭母音を表す。
音楽では、減五短七の和音（マイナー・セブンス・フラット・ファイブ・コード或いはハーフ・ディミニッシュ・コード）を表す。
ドイツ語圏では、Øは平均値を表す記号として用いられる。ドイツ語で「平均」はDurchschnittと言い、直訳すると「切り開く」(cut-through)という意味になるからである。欧州のサッカーに関するサイトなどで使われている。
似た形をした記号として以下のものがある。
- 斜線付きゼロ - ○（丸）ないし0（ゼロ）に斜線の入ったものだが、斜線は0の内側に収まって飛び出さない点で、本項のØとは字形が異なる。0（ゼロ）とO（ラテン文字のオー）との混同を避けるためにゼロの代用として用いられる。
- ∅ - 数学で空集合を表す記号。製図においては、しばしば直径を示す記号 (⌀) の代用として用いられることもある。
- Φ -  ギリシア文字で「ファイ」と読む。大文字 (Φ) は上下に、小文字 ({\displaystyle \varphi \,\!}, {\displaystyle \phi \,\!}) は下に垂直に、または斜めに長く貫く点で、本項のØとは字形が異なる。これも斜線付きゼロと同様の役割をすることがある。
- その他の似た文字とともに、リコーダーの指番号として、左手親指の音孔を少し開けるサミングを表すことがある。

## 文字コード
| 大文字 | Unicode | JIS X 0213 | 文字参照               | 小文字 | Unicode | JIS X 0213 | 文字参照               | 備考 |
| ------ | ------- | ---------- | ---------------------- | ------ | ------- | ---------- | ---------------------- | ---- |
| Ø      | U+00D8  | 1-9-46     | &Oslash; &#xD8; &#216; | ø      | U+00F8  | 1-9-77     | &oslash; &#xF8; &#248; |      |
| Ǿ      | U+01FE  | -          | &#x1FE; &#510;         | ǿ      | U+01FF  | -          | &#x1FF; &#511;         |      |